# Lights Off
Lights Off is een nummer van de Tsjechische muziekgroep We Are Domi. Eind 2021 nam We are Domi deel aan de Tsjechische preselectie voor het Eurovisiesongfestival, genaamd Eurovision Song CZ, en won met het nummer Lights Off. De band mocht met dit nummer Tsjechië vertegenwoordigen op het Eurovisiesongfestival 2022. Het haalde er de finale en strandde daar op de 22ste plaats.
Het nummer is geschreven door de drie bandleden Dominika Hašková, Casper Hatlestad, Benjamin Rekstad, in samenwerking met Abigail Frances Jones en Einar Kvaløy Eriksen. In het lied worden de gevoelens van verwarring en spijt bezongen na het beëindigen van een relatie.